# Giczey Samu
Gicei Giczey Samu (Hejőszalonta, 1819. augusztus 19. – Budapest, 1898. augusztus 5.) magyar országgyűlési képviselő.

## Származása, családja
Giczei Giczey Samu régi nemesi családból származott. A nagydobosi születésű Giczey György dédunokája volt, apja Giczey János (Hejőszalonta), anyja Czetz Erzsébet (Sajókeresztúr). Fivére Giczey Lajos darnyai tanító. Többi testvéreiről nincs hiteles adat. Dédunokája - Jolán nevű leányának unokája - szentmáriai Lajtos Árpád.

## Életpályája
Mint oly sokan a 19. század közepén, az elszegényedő és sokszor sokgyermekes magyar földbirtokos családok leszármazottai közül, ő is a jogászi pályát választotta, remélve – a megélhetésen túl – az 1848 utáni időkben a magyar állami jogrend kifejlődését is segíteni. A fővárosban, Magyar utcai háza földszintjén működött ügyvédi irodája. Több évtizeden keresztül volt székesfővárosi bizottsági tag Pesten, majd 1872-ben a 48-as párt tagjaként országgyűlési képviselővé választották[forrás?].

## Politikai állásfoglalása
A Kiegyezés ellenzői közé tartozott. Osztrák-ellenességét azzal is kifejezte, hogy hat gyermeke - Emília, Gyula, Lajos, Jolán, Samu és Ida -  mellé, az akkoriban szokásos német kisasszonyok helyett, francia nevelőnőket fogadott.

## Tisztségei
Köz-, és váltóügyvéd, váltójegyző, a budapesti ev.ref. egyháztanács-, a pesti hazai első takarékpénztár egyesület-, az első magyar általános biztosító társaság és a Pesti Lloyd társaság választmányának-, az Athenaeum irodalmi és nyomdai részv. társulat igazgatóságának-, a budapesti közúti vaspálya részv. társaság (BKVT) felügyelőbizottságának és számos egyesület alapító-, illetve választmányi tagja, volt országgyűlési képviselő és volt székesfővárosi bizottsági tag.

## Parlamenti beszédeiből
- Mint egyike azoknak, kik Stoll Károly tisztelt képviselő ur indítványát aláirták...
- Nem fogom az előttem szóló tisztelt képviselőtársamat arra a hálátlan térre követni...
- Az előttem szóló képviselőtársunk, kétségkívül legtisztább hazafiság forrásából merített előadása...

## Idézet
Giczey Samut ma délután temették el nagy részvét mellett a magyar-utczai halottas-házból. A ház fekete lepelbe burkolt udvara alig volt képes befogadni a közönséget, mely a boldogult végtisztességére megjelent. A gyászoló közönség sorában ott láttuk Györy Eleket, az ügyvédi kamara elnökét, Ormódy Vilmost, haraszti Jellinek Henriket, Gál Károlyt és Irsai föfelügyelöt a közuti vaspálya társaság részéröl: Cséry Lajos elnököt, Fenyvessy Adolf és Hoffmann Károly igazgatókat az Athenaeum részéröl, dr. Mezey Mór országgyülési képviselöt, Nagy Gábor miniszteri osztálytanácsost, Bókay János egyetemi tanárt és Halász Dezsö titkárt a Stefania-gyermekkórház részéröl, Nyeviczkey királyi táblai birót, Grünbaum Miksát, Mezey Sándort, a hazai takarékpénztár fötisztviselöit, valamint számos jótékony és közhasznu egyesület küldöttségét. A koporsó elött Papp Károly református lelkész mondott beszédet. Csendes ima után a koporsót hatlovas gyászkocsira emelték s aztán a kerepesi-uti temetöbe vitték örök nyugalomra.